# Emile Sevrin
Nestor Emile Sevrin (Auvelais, 14 augustus 1865 - 6 januari 1957) was een Belgisch volksvertegenwoordiger.

## Levensloop
Sevrin was het zevende van de tien kinderen van Hyacinthe Sevrin (1827-1898) en Sylvie Namèche (1831).
Hij trouwde in 1891 met Joséphine Beau (1869-1892), die samen met een boreling stierf in het kinderbed. Hij hertrouwde in 1895 met Irma Doumont (1867) en ze kregen drie kinderen.
Hij werd gemeenteraadslid en schepen in Auvelais.
In 1913 werd hij verkozen tot socialistisch volksvertegenwoordiger voor het arrondissement Namen en vervulde dit mandaat tot in 1921.